# Martinskirche (Weil im Schönbuch)

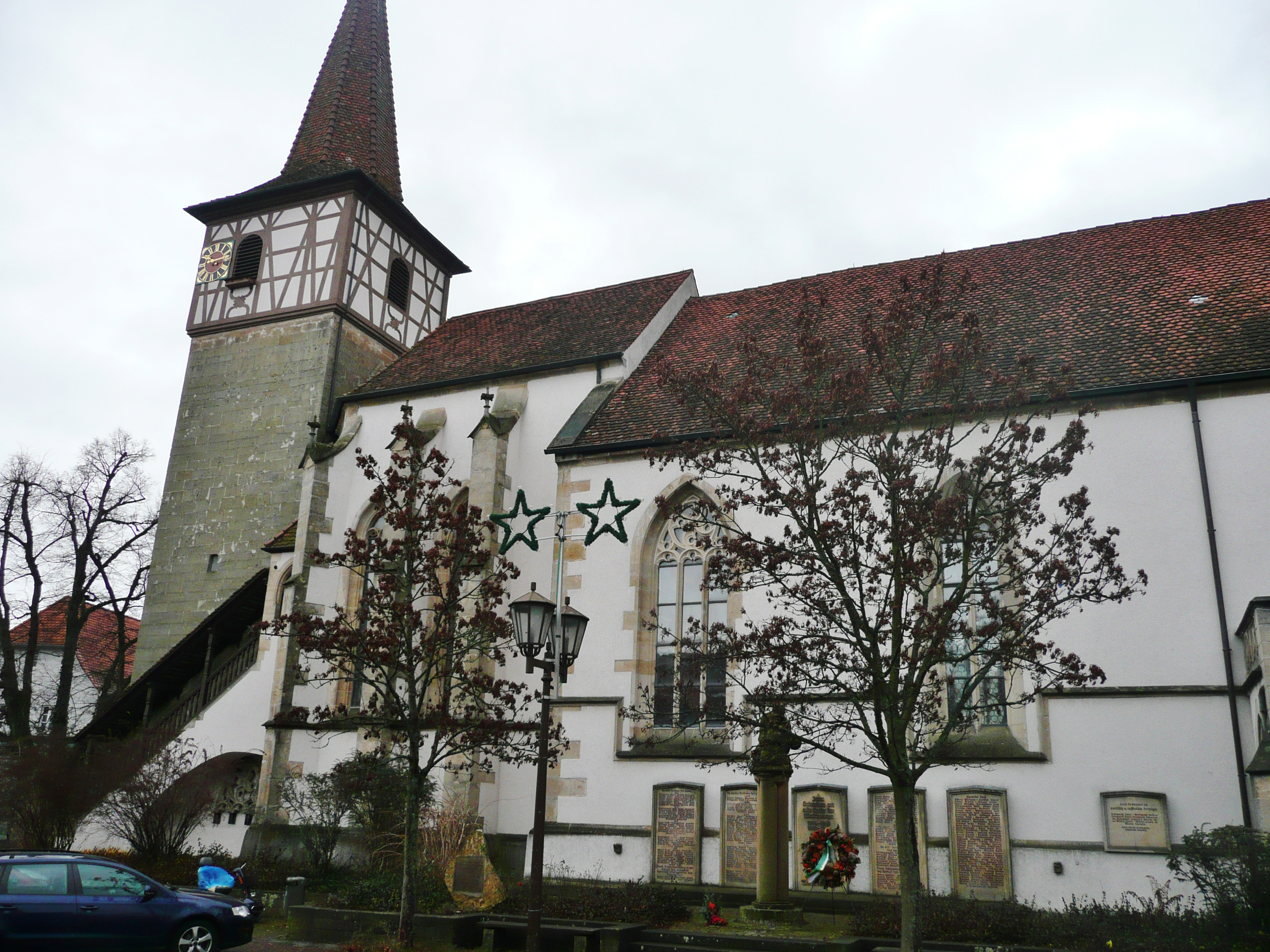
Martinskirche in Weil im Schönbuch

Die evangelische Martinskirche ist die Pfarrkirche von Weil im Schönbuch, einer Gemeinde im Landkreis Böblingen in Baden-Württemberg. Die Kirchengemeinde gehört zum Kirchenbezirk Böblingen der Evangelischen Landeskirche in Württemberg.

## Beschreibung
Die gotische Saalkirche wurde anstelle einer romanischen Wehrkirche errichtet, der Kirchturm blieb erhalten. An den Kirchturm wurde 1480 nach Westen der hohe, im Osten dreiseitig geschlossene, von Strebepfeilern gestützte Chor angebaut. An den Chor wurde 1508 nach Westen das Langhaus angebaut. Der Kirchturm erhielt 1686 ein Glockengeschoss aus Holzfachwerk aufgesetzt, in dessen Glockenstuhl vier Kirchenglocken hängen und das einen spitzen Helm trägt. 
Der Innenraum des Langhauses ist mit einer Flachdecke überspannt, der des Chors seit 1558 mit einem Netzgewölbe. Das ab 1300 als Sakristei dienende Erdgeschosses des Kirchturms schließt mit einem Kreuzrippengewölbe über Konsolen ab. 1904 wurde ein Paradies mit einer Treppe als Zugang für die Emporen angebaut. Die Orgel wurde 1755 von Georg Friedrich Schmahl gebaut.